# Смоленская художественная галерея
Смоленская художественная галерея — художественный музей в составе Смоленского государственного музея-заповедника. Находится в историческом центре города, в здании бывшего Александровского реального училища. Располагает значимым собранием отечественной и западноевропейской живописи, икон, предметов декоративно-прикладного искусства.

## История
Смоленская художественная галерея имеет длительную историю. Она была открыта 1 мая 1920 года в здании бывшего Уездного земства. Основу экспозиции составили произведения, поступившие из отдела ИЗО Наркомпроса и Государственного музейного фонда, а также из национализированных после революции имений знаменитых дворянских родов (Барышниковых, Паниных, Хлудовых, Оболенских). Особо значимую часть коллекции составило собрание княгини М. К. Тенишевой. В 1920-е годы для пополнения музейного собрания была учреждена закупочная комиссия.
С 1931 по 2010 год Художественная галерея находилась в здании историко-этнографического музея «Русская старина», созданного княгиней М. К. Тенишевой. Во время Великой Отечественной войны основная часть собрания была эвакуирована в Горький, а затем в Новосибирск, однако спасти удалось не всё: многие предметы искусства были утрачены. В 1947 коллекция вернулась в Смоленск, и галерея вновь открылась для посетителей.
В конце 2010 года галерея переехала в отреставрированное историческое здание Александровского реального училища, что позволило значительно расширить площадь экспозиции. На сегодняшний день Смоленская галерея является одной из крупнейших в Центральной России: на двух этажах разместилось около пятисот произведений живописи, графики, скульптуры и декоративно-прикладного искусства.

## Здание
Бывшее Александровское реальное училище — памятник гражданской архитектуры конца XIX века. Здание с контрастной красно-белой окраской, построенное по проекту М. Ф. Мейшера и О. Ф. Хартена, отличается дворцовой представительностью. В интерьере обращает на себя внимание прекрасно сохранившаяся трёхмаршевая парадная лестница с ажурными чугунными ступенями.

## Коллекция

### Древнерусское искусство

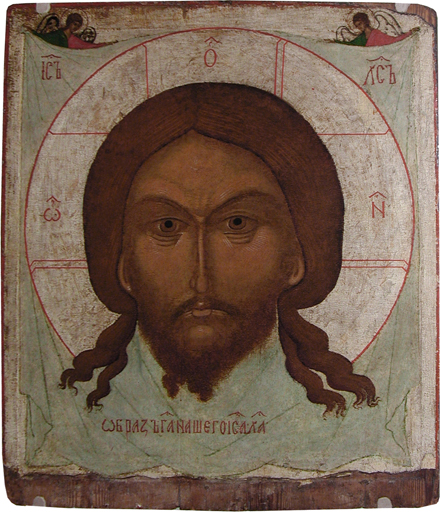
Спас нерукотворный. XV век

Основу собрания древнерусской живописи составляет коллекция историко-этнографического музея княгини Тенишевой, сформированная на рубеже XIX—XX веков. Этот раздел сравнительно небольшой, но достаточно представительный. Экспозиция включает иконы XV — начала XX вв. Псковской, Новгородской, Московской и других школ. Среди них особо выделяются икона XV века «Спас нерукотворный» псковской школы, «Чудо о Флоре и Лавре» новгородской школы (XVI век) и так называемые «северные письма», в том числе «Огненное восхождение пророка Илии» и «Покров Богоматери» (XVI век).

### Русское искусство XVIII века

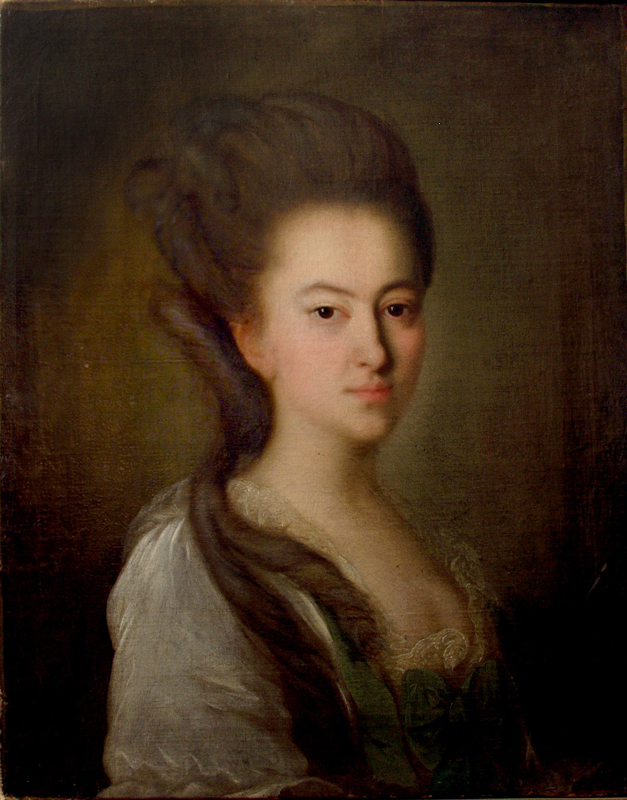
Ф. С. Рокотов. Портрет неизвестной в светло-сером платье. 1770-е годы

В основу музейной коллекции русской живописи XVIII—XIX веков легли произведения, поступившие в 1920—1930-е годы из национализированных поместий Смоленской губернии, а также фондов Государственной Третьяковской галереи, Румянцевского музея и Цветковской галереи. Изобразительное искусство XVIII века представлено в основном образцами ведущего жанра этого периода — портрета, авторства как отечественных, так и работавших в России иностранных художников. Ярким образцом парадного портрета является «Портрет цесаревича Павла Петровича» кисти Ж.-Л. Вуаля (1770-е годы). Камерный портрет представлен такими произведениями, как «Портрет мальчика с флейтой» К. Л. Христинека и «Портрет В. А. Нарышкиной» неизвестного художника. Выдающимся произведением в жанре камерного портрета является также «Портрет неизвестной в светло-сером платье» Ф. С. Рокотова, относящийся к числу лучших работ мастера. Особое место в экспозиции занимают портреты, выполненные провинциальными художниками. Представители дворянства, чиновничества и купечества небольших городов были не в состоянии приглашать именитых живописцев, поэтому довольствовались услугами талантливых крепостных и мастеров-самоучек, не прошедших академическую школу, но создававших самобытные произведения.

### Русское искусство XIX века

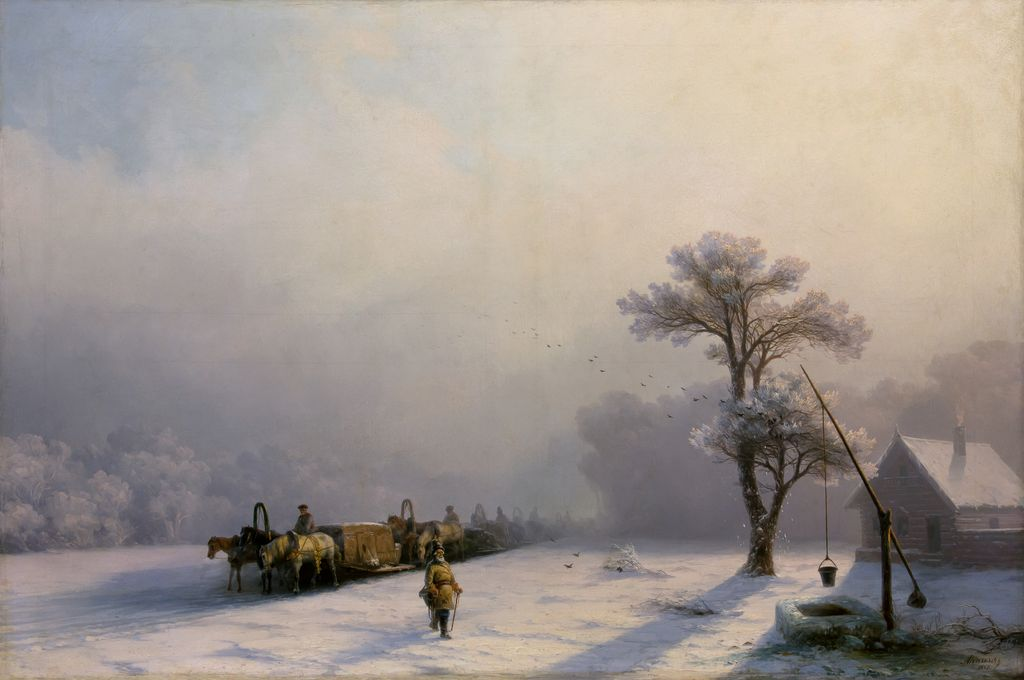
И. К. Айвазовский. Зимний обоз в пути. 1857

Русская живопись XIX века представлена такими именами, как Ф. Бруни, В. Тропинин, И. Крамской, Н. Ге, И. Шишкин, В. Поленов, И. Репин, В. Суриков, И. Левитан. Особой гордостью музея являются работы И. К. Айвазовского: «Лунный пейзаж на берегу моря» и необычный для творчества художника-мариниста пейзаж «Зимний обоз в пути». Эта картина входила в серию «Богатства России», за которую Айвазовский был награждён французским орденом Почётного легиона. Романтический пейзаж представлен работой А. Куинджи «Исаакиевский собор при луне» (1869), реалистический — этюдами Шишкина и работой Ф. Васильева. Кроме того, важное место в экспозиции данного раздела занимают картины художников-передвижников на исторические и бытовые сюжеты.

### Русское искусство конца XIX — начала XX века

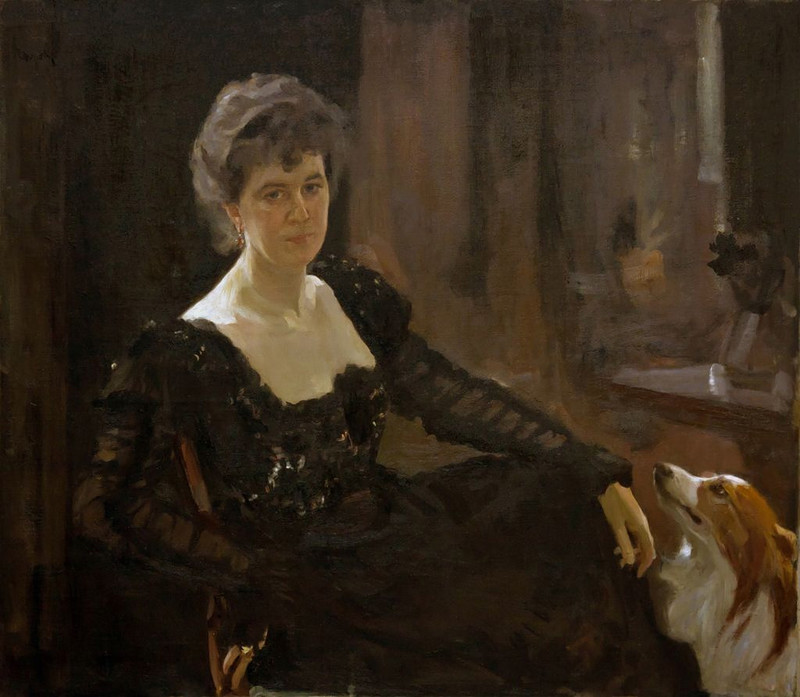
В. А. Серов. Портрет М. К. Тенишевой. 1898

Этот раздел представляет работы крупнейших художников «серебряного века». В его формировании важную роль сыграло создание М. К. Тенишевой, меценаткой и коллекционером, Талашкинского художественного центра под Смоленском. Именно она одной из первых в России приобрела произведения А. Бенуа, М. Врубеля, К. Сомова, К. Коровина, Н. Рериха, С. Малютина. Жемчужинами коллекции являются портреты самой Тенишевой, написанные К. Коровиным и В. Серовым. В собрании отражена деятельность ведущих художественных группировок и выставочных объединений того времени: «Мира искусства», «Союза русских художников», «Голубой розы», «Бубнового валета». Обращают на себя внимание работы художниц русского авангарда Н. Гончаровой и Л. Поповой.

### Искусство советского периода

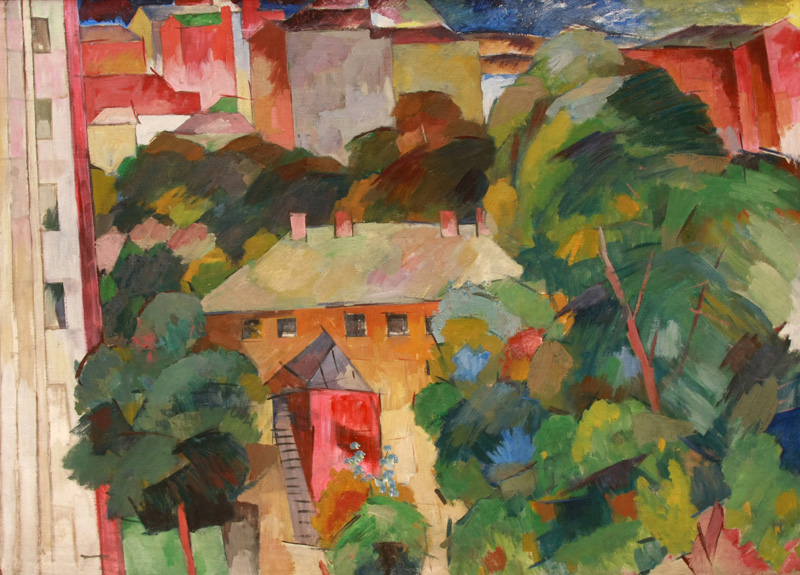
А. Лентулов. Городской пейзаж. 1918

Экспозиция советского периода, наиболее многочисленная, охватывает почти весь век и представляет как признанных мастеров официального искусства, так и художников андерграунда. Смоленская галерея располагает работами художников известных объединений: «Мастера аналитического искусства», «Московские живописцы», «Общество станковистов», «Новое общество живописцев», группа 22 художников, группа «Тринадцать» и пр. Широко представлена портретная живопись, в том числе работы Р. Фалька, С. Малютина, Г. Ряжского, А. Лактионова, Г. Шегаля, М. Гуревича и К. Дорохова. Кроме того, экспозиция знакомит с творчеством смоленских художников, чьё творчество стало заметным явлением в отечественном искусстве XX столетия.

### Западноевропейское искусство

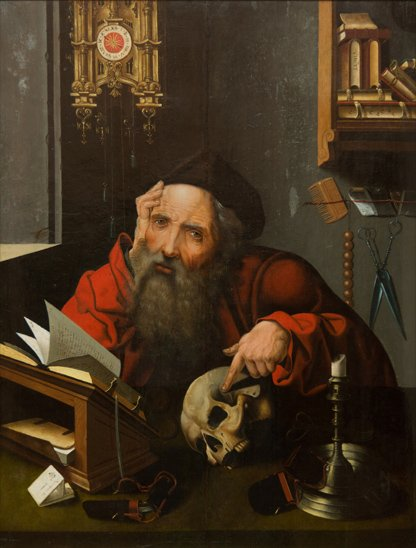
Иос ван Клеве (?). Святой Иероним в келье. 1530-е гг.

Коллекция западноевропейского искусства включает произведения конца XV — начала XX вв. и отличается многообразием и полнотой охвата различных живописных школ.
Нидерландская живопись конца XV — начала XVI века представлена в основном образами мадонн. Особого внимания заслуживает картина «Святой Иероним в келье», атрибутируемая Иосу ван Клеве. Наиболее полно представлен XVII век, в том числе произведения «малых голландцев»: Яна Моленара, Франса ван Мириса Старшего, Исаака Остаде, Михиля ван Миревельта, Яна Асселейна, Яна Бота, Симона Люттихейса. Среди представителей фламандской школы — Гаспар Вербрюгген, Мартин ван Клеве Младший и Давид Тенирс Младший. Из работ последнего в экспозиции Смоленского музея находится авторский вариант композиции «Картинная галерея в Брюсселе».

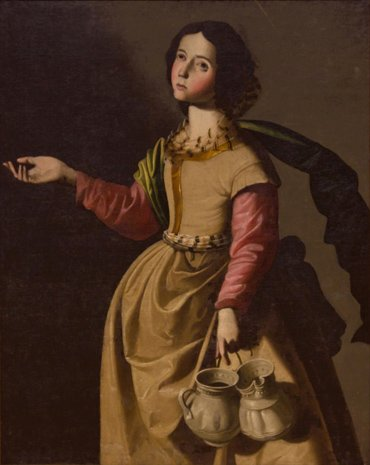
Франсиско де Сурбаран. Святая Юста. 1640-е гг.

Итальянская живопись представляет собой наиболее ценную часть собрания западноевропейского искусства. Основу коллекции составили произведения из имений Смоленской губернии, Государственного музейного фонда и Государственного музея изобразительных искусств им. А. С. Пушкина. В собрании итальянской живописи представлены произведения художников различных школ: венецианской, флорентийской, неаполитанской, римской, сиенской. Религиозная тема, главенствовавшая в итальянском искусстве XVI—XVII веков, отражена в работах Лодовико Карраччи, Симоне Кантарини, Гвидо Рени. Виртуозной техникой и сочной фактурой письма отличаются крупные, предназначенные для церковных интерьеров полотна: «Святая Маргарита» Бернардо Строцци и «Принесение во храм», приписываемое Луке Джордано.
Коллекция испанской живописи невелика, но представленные в ней картины обладают большой ценностью. В их числе, прежде всего, «Святая Юста» Франсиско де Сурбарана и натюрморт «Цветы» Хуана да Арельяно.

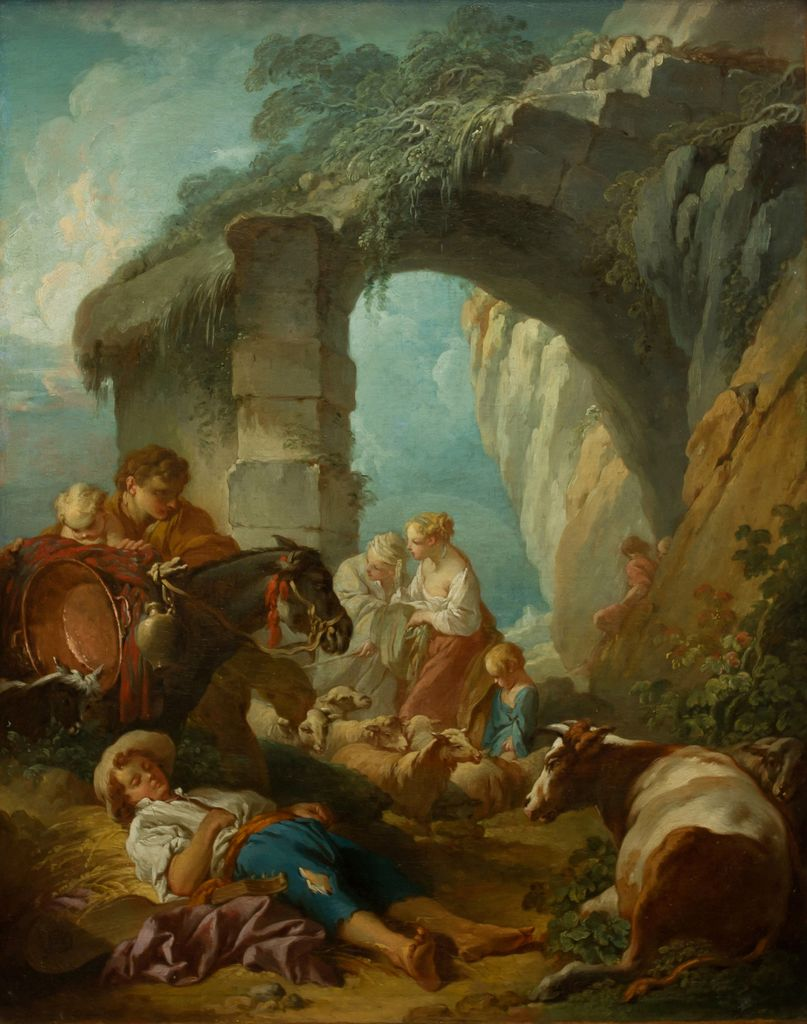
Франсуа Буше (?). Сельская жизнь. Ок. 1738

Картины немецких живописцев составляют четвёртую часть собрания западноевропейской живописи в музее. Источниками формирования собрания стали дворянские усадьбы, в особенности коллекция Барышниковых, и Московский археологический институт. Хотя экспозиция дает представление лишь об отдельных сторонах развития немецкой живописи, представленные в ней полотна достаточно разноплановы: среди них есть анималистический жанр («Гепарды, терзающие оленя» К. А. Рутхарта), портреты (в том числе «Молодая служанка» Эллигера), пейзажи Мюнхенской школы и работы представителей бидермейера («За туалетом» К. Энгеля и «Портрет принца Германа Штольберга-Вернигероде» Ф. Каульбаха).
Наконец, галерея располагает обширной коллекцией живописи французских мастеров, среди которых представители самых разных эпох и направлений: рококо, неоклассицизма, реализма, импрессионизма. Картина «Сельская жизнь» приписывается Франсуа Буше, известному живописцу эпохи рококо. Жанровая и пейзажная живопись представлена работами Ш. Ф. Добиньи, Х. Мерля, Ж. Ж. Вейрасса, Г. Ало, А. Вийяра, Г. Жака.